# Neuromelia selectata
Neuromelia selectata är en fjärilsart som beskrevs av Achille Guenée 1858. Neuromelia selectata ingår i släktet Neuromelia och familjen mätare. Inga underarter finns listade i Catalogue of Life.